# Хрущевка-Влосцянська
Хрущевка-Влосцянська (пол. Chruszczewka Włościańska) — село в Польщі, у гміні Косув-Ляцький Соколовського повіту Мазовецького воєводства.
Населення — 125 осіб (2011).
У 1975-1998 роках село належало до Седлецького воєводства.

## Демографія
Демографічна структура станом на 31 березня 2011 року:
|          | Загалом | Допрацездатний вік | Працездатний вік | Постпрацездатний вік |
| -------- | ------- | ------------------ | ---------------- | -------------------- |
| Чоловіки | 60      | 12                 | 40               | 8                    |
| Жінки    | 65      | 9                  | 37               | 19                   |
| Разом    | 125     | 21                 | 77               | 27                   |